# Грин Лејк (Висконсин)
Грин Лејк (енгл. Green Lake) град је у америчкој савезној држави Висконсин.

## Демографија
По попису из 2010. године број становника је 960, што је 140 (-12,7%) становника мање него 2000. године.
| Група             | 2000.         | 2010.       |
| Белци             | 1.081 (98,3%) | 931 (97,0%) |
| Афроамериканци    | 2 (0,2%)      | 2 (0,2%)    |
| Азијати           | 0 (0,0%)      | 3 (0,3%)    |
| Хиспаноамериканци | 10 (0,9%)     | 18 (1,9%)   |
| Укупно            | 1.100         | 960         |